# Kiaran z Clonmacnois
Kiaran z Clonmacnois, Ciaran (ur. ok. 515 w Roscommon, zm. ok. 549 w opactwie Clonmacnoise) – jeden z dwunastu apostołów Irlandii, zakonnik i biskup, założyciel klasztoru w Cluain Mhic Nóis (ok. 545), święty Kościoła katolickiego.
Niekiedy zwany jest Kiaranem Młodszym w odróżnieniu od imiennika z Saigir.
Zmarł mając ok. 30 lat.
Jego wspomnienie liturgiczne obchodzone jest 9 września.